# Теорема Вейерштрасса об ограниченной возрастающей последовательности
Теорема  Больцано–Коши–Вейерштрасса об ограниченной сверху возрастающей последовательности (или ограниченной снизу убывающей последовательности) утверждает, что любая ограниченная сверху монотонно возрастающая (или ограниченная снизу монотонно убывающая) последовательность имеет предел, причём этот предел равен её точной верхней (или нижней) грани. Несмотря на прозрачность и очевидность доказательства, эта теорема оказывается очень удобной для нахождения пределов многих последовательностей или хотя бы доказательства их существования.

## Формулировка
Если неубывающая (невозрастающая) последовательность {\displaystyle \{x_{n}\}} ограничена сверху (снизу), то она сходится.

## Доказательство
Пусть {\displaystyle {x_{n}}} — ограниченная возрастающая последовательность. Тогда множество {\displaystyle \{x_{n}\}_{n\in \mathbb {N} }} ограничено, следовательно, по теореме о супремуме, имеет супремум. Обозначим его через {\displaystyle S}. Тогда {\displaystyle \lim _{n\to \infty }x_{n}=S}. Действительно, так как {\displaystyle S} — супремум множества {\displaystyle \{x_{n}\}_{n\in \mathbb {N} }}, то для любого {\displaystyle \varepsilon >0} существует номер {\displaystyle N} такой, что {\displaystyle S-\varepsilon <x_{N}\leqslant S}. Тогда {\displaystyle \left|{x_{n}-S}\right|<\varepsilon } при {\displaystyle n>N}. Следовательно, {\displaystyle \lim _{n\to \infty }x_{n}=S}. Теорема доказана.